# Mount Vernon (Maine)
Mount Vernon és una població dels Estats Units a l'estat de Maine (EUA). Segons el cens del 2000 tenia 1.524 habitants.

## Demografia
Segons el cens del 2000, Mount Vernon tenia 1.524 habitants, 603 habitatges, i 449 famílies. La densitat de població era de 15,5 habitants/km².
Dels 603 habitatges en un 34,7% hi vivien nens de menys de 18 anys, en un 61,2% hi vivien parelles casades, en un 8,6% dones solteres, i en un 25,5% no eren unitats familiars. En el 19,7% dels habitatges hi vivien persones soles el 6% de les quals corresponia a persones de 65 anys o més que vivien soles. El nombre mitjà de persones vivint en cada habitatge era de 2,52 i el nombre mitjà de persones que vivien en cada família era de 2,88.
Per edats la població es repartia de la següent manera: un 25,6% tenia menys de 18 anys, un 5,9% entre 18 i 24, un 28,1% entre 25 i 44, un 30,5% de 45 a 60 i un 9,9% 65 anys o més.
L'edat mediana era de 40 anys. Per cada 100 dones de 18 o més anys hi havia 98,9 homes.
La renda mediana per habitatge era de 39.779 $ i la renda mediana per família de 44.605 $. Els homes tenien una renda mediana de 31.250 $ mentre que les dones 25.795 $. La renda per capita de la població era de 19.668 $. Entorn del 4,1% de les famílies i el 7,1% de la població estaven per davall del llindar de pobresa.